# プリズン・ブレイク
『プリズン・ブレイク』（Prison Break）は、アメリカのFOX製作で、世界各国で放映されているサスペンスドラマ（海外ドラマ）である。
アメリカでの本放送は2005年8月29日に開始し以降シーズン4まで放送、2009年5月24日放送のファイナル・ブレイクで完結したが、2017年に9話構成のシリーズ5が放送された。2023年11月、米Huluにて主人公マイケルやリンカーン抜きの新作が企画中であると報じられた。2024年12月、本作と同じ世界を舞台としたリブート版の製作が本格的に始動したことが明らかとなった。

## 概要
最初にFOXテレビで企画に上がったのは2003年。『大脱走』、『パピヨン』、『ショーシャンクの空に』のような脱獄ものをドラマでやりたいと希望したが、FOXテレビがこの長期化しそうなシリーズに不安を感じ、棚上げとなった。その後、全10話程度の短い期間のシリーズドラマとしてスティーヴン・スピルバーグやブルース・ウィリス等が興味を示したが、実現されなかった。
その後、2004年に『24 -TWENTY FOUR-』や『LOST』のようなテレビドラマシリーズが大好評を得たことで、FOXネットワークは方向転換して製作に入った。シーズン1の撮影はイリノイ州のジョリエット刑務所でのロケがメインで行われている。
FOXは、アメリカ国内で大規模なキャンペーンを展開し、初回プレミア放送で1,050万の視聴者を獲得した。初日は第1話と第2話連続で放映し、その週のニールセン調査ではアメリカにおいて7番目の視聴率だった。毎週平均1,000万人の視聴者を集めていて、2005年秋のアメリカ新番組をリードした。夏期月曜枠ドラマでは『メルローズ・プレイス』や『アリー my Love』等の人気作品以来のヒット作品で、1998年9月以来の成功作となった。また、日本では『24 -TWENTY FOUR-』や『LOST』と並び、2000年代における『三大海外ドラマ』のひとつといわれる。
当初は13のエピソードのみ計画されたが、その人気により9つのエピソードが追加された。アメリカでは最初の13のエピソードは2005年8月から同年11月まで放映し、残り9つは2006年3月から同年5月まで放映された。
物語はさらに続き、シーズン7まで製作される予定だった。しかし、若者のテレビ離れが加速したことと、脚本の無理な引き延ばしをしたことによって、視聴者数はシーズン1から減り続けており、2007年-2008年全米脚本家組合ストライキ以降のシーズン4の平均視聴者数は500万人とシーズン1（1210万人）の半分以下を記録、2009年1月13日、FOXはシーズン4での打ち切りを発表した。
他のドラマは現実と同じ年数で経過することが多いが、本作では第1シーズン1話目から第4シーズン終盤の事件解決までは数か月以内の出来事に収まっている設定。
オーストラリアでは、民放テレビ局であるSeven Networkでも大きな宣伝活動を背景に2006年2月1日に放映された。209万人の視聴者をピークに平均194万人視聴者を獲得している。
日本では、2006年5月11日より発売・レンタルが開始され、同年10月より日本テレビ系列24局（放送時間は各局別）で放送開始となった。
2011年から翌年にかけては、アメリカでスピンオフの『ブレイクアウト・キング』が放送された。

## あらすじ

### シーズン1
副大統領の弟を射殺した容疑で逮捕され、死刑判決を受けたリンカーン・バローズ。彼の弟であり、有能な設計技師である主人公マイケル・スコフィールドは、兄リンカーンの無実を信じ、刑執行から救い出すために綿密な計画を備え、自身の体に刑務所の設計図を模したタトゥーをいれる。
銀行強盗を装い、目論見通り実刑が確定したマイケルは、リンカーンが収容された重警備のフォックスリバー刑務所への収監を希望する。そこは、かつてマイケル自身が改修工事の際に設計に携わった場所でもあった。
入所早々、刑務長であるブラッド・ベリックに目を付けられたマイケルだったが、刑務所長のポープからも妻へのプレゼントである模型作りを頼まれ、特別待遇を利用して巧妙に脱獄計画を進めていく。
マイケルは当初、自身のタトゥーに記した計画に従って、同室のフェルナンド・スクレや、マフィアの元締めであるジョン・アブルッチ、隠し財産を持つ大強盗のウエストモアランド…など、本来は「数人の協力者のみ」で脱獄する計画であった。しかし、脱獄を計画をしていることがバレて、未成年者の連続誘拐殺人犯 ティーバッグや、調達屋の黒人シーノートが参加することになる。
やがて、リンカーンの冤罪事件の裏側には、副大統領キャロライン・レイノルズがいることが判明。彼女の命令によって、シークレットサービスのエージェント ポール・ケラーマンが暗躍し、「リンカーンの無実」を証明するための証人や証拠が次々と消されていく。
さらに最終的には、統合失調症のヘイワイヤー、スリの得意な青年トゥイーナー、スクレの従弟の巨漢サンチェスらに脱獄計画があることを知られてしまい、決行日には10人にまで膨れ上がってしまう。腹部を刺されていたウエストモアランドが、亡くなる寸前に「隠し財産」の場所を告白し、メンバー達にバレてしまう。
医務室からワイヤー伝いに脱獄を試み、サンチェスが落下して取り残されたものの、総勢8人が脱獄に成功する。マイケルに手錠をつけて自分と繋いだTバッグだったが、アブルッチによって手首を斧で切断されてしまう。飛行場に向かったものの、アブルッチの手配していた飛行機は、警察に追われて寸前に飛び立ってしまい、一行はいったんバラバラに逃亡することになる。

### シーズン2
フォックスリバー刑務所から脱獄した8人の囚人は、「フォックスリバー8」と呼ばれ、それぞれ愛する者のため、また己の欲のため逃亡を続ける。
リンカーンの冤罪を救おうとしていた弁護士 ベロニカ・ドノバンは、殺害されたはずの副大統領の弟 テレンス・ステッドマンを発見するが、直後に駆けつけたシークレットサービスに殺害されてしまう。
FBIのアレクサンダー・マホーン捜査官はその天才的な頭脳を駆使し、着実に逃亡者たちを追い詰めていく。さらに彼の裏では、マイケルら兄弟を始末すべく『組織』が暗躍し、バローズの息子LJに冤罪を着せてバローズ達を誘き出そうとする。
500万ドルを探すため再び集結した一同は、ある婦人宅の納屋に隠された500万ドルを掘り当てる。うまく他のメンバーを出し抜いたと思ったマイケルであったが、別のバッグに入れ替えたTバッグによって500万ドルを持ち去られてしまう。
刑務所での不正がバレてクビになった元刑務官のベリックとロイ・ギアリーは、脱獄囚にかけられた懸賞金を目当てに、執拗に彼らを追跡してくる。Tバッグの500万ドルを得たものの、ベリックを裏切ったロイはTバッグに殺害された挙句、ベリックは殺害犯として逮捕されてしまう。
警察を出し抜いてLJを救出した後、大統領のスキャンダルを盾に脅迫して恩赦を勝ち取ろうとしたマイケル達だったが、組織からの圧力により大統領は辞任してしまう。パナマに逃げた2人だったが、そこにはTバッグが500万ドルと共に逃亡しており、マイケルはTバッグを檻に戻そうとする。

### シーズン3
パナマのSONA刑務所に収監されたマイケル。そこには一年前の暴動以来看守が存在しておらず、軍がその周囲を包囲しているだけの荒廃した刑務所だった。極悪人のはびこるその刑務所から生きて出られたものは誰一人とて存在していない。入ったら最後、生きて出ることは不可能と言われていた。
収監されたマイケルは組織に「ジェームズ・ウィスラー」なる囚人を連れて脱獄するよう命令を受ける。期間は一週間。それまでに脱獄しなければ人質の身とされたLJとサラを殺すと脅されてしまう。

### シーズン4（ファイナル・シーズン）
マイケルはその頭脳と行動力を買われて、国土安全保障省のエージェントであるドン・セルフの指示の下、マイケルらは組織幹部メンバーが持つ「スキュラ(Scylla)」と呼ばれるデータカードを奪取することを命令され、これまで犯してきた犯罪の免責を条件に、スキュラをひとつずつ盗んでいく。
しかし、スキュラの獲得成功後、セルフがスキュラを売るためにマイケル達を利用していたことが判明する。スキュラを失った組織は、脳の病気を患っていたマイケルを治療する代わりに、リンカーン達にスキュラの奪還を命じる。スキュラを巡る争いの最中、死んだとされていたマイケル達の母親クリスティーナが現れる。クリスティーナは組織の一員でありながらスキュラの奪取を目論んでおり、クーデターを謀る第三勢力として、マイケルや組織と三つ巴の戦いを繰り広げる。
その後、スキュラの中身は組織の機密情報ではなく、将来的に莫大な富を築く再生可能エネルギー技術の理論が集約されたデータであることが分かる。最終的にマイケル達はスキュラの奪還に成功し、全員無罪放免となる。その4年後、リンカーンや仲間たちがマイケルの墓を訪れたところで物語は幕を閉じる。

### ファイナル・ブレイク
ファイナル・シーズンのラストシーンでの空白の4年間を描く。スキュラ奪還計画が終了し、自由を得たマイケルとサラは結婚式を挙げる。みんなで宴を楽しんでいる最中、突然警察によってサラがクリスティーナを殺害した容疑で拘束されてしまう。女子刑務所内でサラが命を狙われていると知ったマイケルは命がけでサラを救出するため脱獄計画を練るが、マイケルの身にもまた病魔の足音が迫っていた。

### シーズン5[9]
物語は、ファイナル・ブレイクのラストシーンで、マイケルが亡くなった7年後から始まる。
ある日、フォックスリバー刑務所からティーバッグが出所する。その際、看守から手渡された封筒には、死んだはずのマイケルの写真が印刷された紙が入れられていた。そのことを知らせに来たティーバッグから件の紙を強奪したリンカーンは、隠された暗号からマイケルがイエメンの『オギュギア刑務所』に収監されていることを知る。シーノートの協力を得てイエメンへ発ったリンカーンだが、降り立ったそこは過激派組織によるテロが頻発する、内戦で崩壊寸前の国だった。一方、ティーバッグは、"オウティス"を名乗る謎の人物から依頼を受けた医師の手により筋電義手の手術を施され、無償で左手の機能を取り戻す。

## 登場人物（キャスト）
マイケル・スコフィールド
演 - ウェントワース・ミラー、日本語吹替 - 東地宏樹
元建築技師。死刑執行を待つ無実の兄を助けるため、全身に刑務所の地図を模したタトゥーを入れている。
リンカーン・バローズ
演 - ドミニク・パーセル、日本語吹替 - 江川央生
マイケルの兄。喧嘩っぱやく直情的だが弟や息子との絆を大切にしている。
サラ・タンクレディ
演 - サラ・ウェイン・キャリーズ、日本語吹替 - 本田貴子
州知事の愛娘で、フォックスリバー刑務所の女性医師。
フェルナンド・スクレ
演 - アマウリー・ノラスコ、日本語吹替 - 西凜太朗
気のいいプエルトリコ人。刑期は5年。マイケルの同房者。
ベンジャミン・マイルズ・フランクリン/通称“シーノート”
演 - ロックモンド・ダンバー、日本語吹替 - 武虎
通称“シーノート”。"C-note" とはベンジャミン・フランクリンが描かれた『100ドル紙幣』を意味するスラング。
セオドア・"ティーバッグ"・バッグウェル/通称“ティーバッグ”
演 - ロバート・ネッパー、日本語吹替 - 若本規夫
"T-bag" は "Theodore Bagwell" の略なのだが、ある種の性行為を意味するスラングでもある。
ブラッド・ベリック
演 - ウェイド・ウィリアムズ、日本語吹替 - 林一夫
フォックスリバー刑務所刑務長で、所内の実質的な管理者。
ポール・ケラーマン
演 - ポール・アデルスタイン、日本語吹替 - 内田聡明
レイノルズ副大統領の専属として15年付き従う、シークレットサービスのエージェント。
アレクサンダー・マホーン
演 - ウィリアム・フィクナー、日本語吹替 - 横島亘
脱獄犯「フォックスリバー8」追跡捜査の指揮を執るFBIの敏腕捜査官。

## エピソード一覧

### シーズン一覧
| シーズン | シーズン | エピソード | 米国での放送日 | 米国での放送日 |
| シーズン | シーズン | エピソード | 初回           | 最終回         |
| -------- | -------- | ---------- | -------------- | -------------- |
|          | 1        | 22         | 2005年8月29日  | 2006年5月15日  |
|          | 2        | 22         | 2006年8月21日  | 2007年4月2日   |
|          | 3        | 13         | 2007年9月17日  | 2008年2月18日  |
|          | 4        | 24         | 2008年9月1日   | 2009年5月15日  |
|          | 5        | 9          | 2017年4月4日   | 2017年5月30日  |

### シーズン1 （2005年 - 2006年）
| 通算 | 話数 | タイトル                           | 原題                                | 監督                       | 米国放送日     | 視聴者数 (万人) |
| ---- | ---- | ---------------------------------- | ----------------------------------- | -------------------------- | -------------- | --------------- |
| 1    | 1    | マイケル                           | Pilot                               | ブレット・ラトナー         | 2005年8月29日  | 1,051           |
| 2    | 2    | アレン                             | Allen                               | Michael W. Watkins         |                |                 |
| 3    | 3    | セルテスト                         | Cell Test                           | Brad Turner                | 2005年9月5日   | 849             |
| 4    | 4    | 腐食                               | Cute Poison                         | Matt Earl Beesley          | 2005年9月12日  | 915             |
| 5    | 5    | イングリッシュ、フィッツ、パーシー | English, Fitz or Percy              | Randall Zisk               | 2005年9月19日  | 796             |
| 6    | 6    | 悪魔の孔(あな): Part 1             | Riots, Drills and the Devil: Part 1 | ロバート・マンデル         | 2005年9月26日  | 855             |
| 7    | 7    | 悪魔の孔(あな): Part 2             | Riots, Drills and the Devil: Part 2 | Vern Gillum                | 2005年10月3日  | 948             |
| 8    | 8    | ルート66                           | The Old Head                        | ジェイス・アレクサンダー   | 2005年10月24日 | 1,012           |
| 9    | 9    | トゥイーナー                       | Tweener                             | Matt Earl Beesley          | 2005年10月31日 | 901             |
| 10   | 10   | 策士                               | Sleight of Hand                     | ドワイト・H・リトル        | 2005年11月7日  | 806             |
| 11   | 11   | 7人の壁                            | And Then There Were 7               | Jesús Salvador Treviño     | 2005年11月14日 | 958             |
| 12   | 12   | 邪魔者は殺せ                       | Odd Man Out                         | ボビー・ロス               | 2005年11月21日 | 1,008           |
| 13   | 13   | 決行!                              | End of the Tunnel                   | Sanford Bookstaver         | 2005年11月28日 | 1,218           |
| 14   | 14   | 密告者                             | The Rat                             | ケヴィン・フックス         | 2006年3月20日  | 928             |
| 15   | 15   | 計画変更                           | By the Skin and the Teeth           | Fred Gerber                | 2006年3月27日  | 1,007           |
| 16   | 16   | フォックスリバーへの道             | Brother's Keeper                    | グレッグ・ヤイタネス       | 2006年4月3日   | 810             |
| 17   | 17   | J-CAT                              | J-Cat                               | ガイ・ファーランド         | 2006年4月10日  | 812             |
| 18   | 18   | ブラフ                             | Bluff                               | ジェイス・アレクサンダー   | 2006年4月17日  | 818             |
| 19   | 19   | 鍵                                 | The Key                             | セルジオ・ミミカ＝ゲッザン | 2006年4月24日  | 863             |
| 20   | 20   | トゥナイト                         | Tonight                             | ボビー・ロス               | 2006年5月1日   | 854             |
| 21   | 21   | 壁の向こうへ…                      | Go                                  | Dean White                 | 2006年5月8日   | 913             |
| 22   | 22   | 脱出!                              | Flight                              | ケヴィン・フックス         | 2006年5月15日  | 1,024           |

### シーズン2 （2006年 - 2007年）
| 通算 | 話数 | タイトル               | 原題            | 監督                       | 米国放送日     | 視聴者数 (万人) |
| ---- | ---- | ---------------------- | --------------- | -------------------------- | -------------- | --------------- |
| 23   | 1    | 逃亡者たち             | Manhunt         | ケヴィン・フックス         | 2006年8月21日  | 937             |
| 24   | 2    | オーチス               | Otis            | ボビー・ロス               | 2006年8月28日  | 944             |
| 25   | 3    | スキャン               | Scan            | ブライアン・スパイサー     | 2006年9月4日   | 929             |
| 26   | 4    | 罠の代償               | First Down      | ボビー・ロス               | 2006年9月11日  | 896             |
| 27   | 5    | ダブルK農場            | Map 1213        | Peter O'Fallon             | 2006年9月18日  | 955             |
| 28   | 6    | 再会                   | Subdivision     | Eric Laneuville            | 2006年9月25日  | 841             |
| 29   | 7    | 埋蔵金                 | Buried          | セルジオ・ミミカ＝ゲッザン | 2006年10月2日  | 899             |
| 30   | 8    | デッド・フォール       | Dead Fall       | ヴィンセント・ミシアーノ   | 2006年10月23日 | 853             |
| 31   | 9    | シークレット・ガーデン | Unearthed       | ケヴィン・フックス         | 2006年10月30日 | 894             |
| 32   | 10   | めぐり逢い             | Rendezvous      | ドワイト・H・リトル        | 2006年11月6日  | 863             |
| 33   | 11   | ボリショイ・ブーズ     | Bolshoi Booze   | グレッグ・ヤイタネス       | 2006年11月13日 | 921             |
| 34   | 12   | 家族の肖像             | Disconnect      | カレン・ガヴィオラ         | 2006年11月20日 | 962             |
| 35   | 13   | 反撃開始!              | The Killing Box | ボビー・ロス               | 2006年11月27日 | 962             |
| 36   | 14   | 想定外                 | John Doe        | ケヴィン・フックス         | 2007年1月22日  | 986             |
| 37   | 15   | メッセージ             | The Message     | ボビー・ロス               | 2007年1月29日  | 990             |
| 38   | 16   | シカゴへ…              | Chicago         | ジェシー・ボチコー         | 2007年2月5日   | 1,012           |
| 39   | 17   | 血の輪廻               | Bad Blood       | Nelson McCormick           | 2007年2月19日  | 955             |
| 40   | 18   | 帳消し                 | Wash            | ボビー・ロス               | 2007年2月26日  | 942             |
| 41   | 19   | 女王蜂                 | Sweet Caroline  | ドワイト・H・リトル        | 2007年3月5日   | 972             |
| 42   | 20   | パナマ                 | Panama          | ヴィンセント・ミシアーノ   | 2007年3月19日  | 840             |
| 43   | 21   | 逆転                   | Fin Del Camino  | ボビー・ロス               | 2007年3月26日  | 824             |
| 44   | 22   | SONA                   | Sona            | ケヴィン・フックス         | 2007年4月2日   | 812             |

### シーズン3 （2007年 - 2008年）
| 通算 | 話数 | タイトル             | 原題                | 監督                     | 米国放送日     | 視聴者数 (万人) |
| ---- | ---- | -------------------- | ------------------- | ------------------------ | -------------- | --------------- |
| 45   | 1    | ようこそジャングルへ | Orientación         | ケヴィン・フックス       | 2007年9月17日  | 751             |
| 46   | 2    | 第三の男             | Fire/Water          | ボビー・ロス             | 2007年9月24日  | 741             |
| 47   | 3    | 望みなき者           | Call Waiting        | Milan Cheylov            | 2007年10月1日  | 729             |
| 48   | 4    | フェンス             | Good Fences         | Michael Switzer          | 2007年10月8日  | 735             |
| 49   | 5    | 作戦開始             | Interference        | カレン・ガヴィオラ       | 2007年10月22日 | 744             |
| 50   | 6    | 3時13分              | Photo Finish        | ケヴィン・フックス       | 2007年11月5日  | 769             |
| 51   | 7    | オオカミ少年         | Vamonos             | ヴィンセント・ミシアーノ | 800            |                 |
| 52   | 8    | 強行突破             | Bang & Burn         | ボビー・ロス             | 2007年11月12日 | 718             |
| 53   | 9    | 籠のトリ             | Boxed In            | Craig Ross, Jr.          | 2008年1月14日  | 787             |
| 54   | 10   | 裏切り者に死を       | Dirt Nap            | Michael Switzer          | 2008年1月21日  | 781             |
| 55   | 11   | 7人の夜              | Under and Out       | グレッグ・ヤイタネス     | 2008年2月4日   | 735             |
| 56   | 12   | 天国と地獄           | Hell or High Water  | ケヴィン・フックス       | 2008年2月11日  | 784             |
| 57   | 13   | 駆引きの行方         | The Art of the Deal | Nelson McCormick         | 2008年2月18日  | 740             |

### シーズン4 （2008年 - 2009年）
| 通算 | 話数 | タイトル                   | 原題                   | 監督                   | 米国放送日     | 視聴者数 (万人) |
| ---- | ---- | -------------------------- | ---------------------- | ---------------------- | -------------- | --------------- |
| 58   | 1    | スキュラ                   | Scylla                 | ケヴィン・フックス     | 2008年9月1日   | 653             |
| 59   | 2    | オデュッセイア             | Breaking & Entering    | ボビー・ロス           |                |                 |
| 60   | 3    | シャットダウン             | Shut Down              | Milan Cheylov          | 2008年9月8日   | 636             |
| 61   | 4    | ワシと天使                 | Eagles & Angels        | Michael Switzer        | 2008年9月15日  | 579             |
| 62   | 5    | 金庫破り                   | Safe & Sound           | カレン・ガヴィオラ     | 2008年9月22日  | 584             |
| 63   | 6    | チームプレー               | Blow Out               | ブライアン・スパイサー | 2008年9月29日  | 528             |
| 64   | 7    | ハードウェイ               | Five the Hard Way      | Garry A. Brown         | 2008年10月6日  | 537             |
| 65   | 8    | 代償                       | The Price              | ボビー・ロス           | 2008年10月20日 | 545             |
| 66   | 9    | 大いなる成就               | Greatness Achieved     | ジェシー・ボチコー     | 2008年11月3日  | 523             |
| 67   | 10   | レジェンド                 | The Legend             | ドワイト・H・リトル    | 2008年11月10日 | 538             |
| 68   | 11   | 賽は投げられた             | Quiet Riot             | ケヴィン・フックス     | 2008年11月17日 | 552             |
| 69   | 12   | セルフレス                 | Selfless               | Michael Switzer        | 2008年11月24日 | 525             |
| 70   | 13   | 裏切りの応酬               | Deal or No Deal        | ボビー・ロス           | 2008年12月1日  | 584             |
| 71   | 14   | 取引の極意                 | Just Business          | マーク・ヘルフリッチ   | 2008年12月8日  | 540             |
| 72   | 15   | 記憶の中で                 | Going Under            | カレン・ガヴィオラ     | 2008年12月15日 | 537             |
| 73   | 16   | マイアミ                   | The Sunshine State     | ケヴィン・フックス     | 2008年12月22日 | 498             |
| 74   | 17   | 母                         | The Mother Lode        | Jonathan Glassner      | 2009年4月17日  | 334             |
| 75   | 18   | VS                         | VS.                    | ドワイト・H・リトル    | 2009年4月24日  | 306             |
| 76   | 19   | S.O.B.                     | S.O.B.                 | Garry A. Brown         | 2009年5月1日   | 320             |
| 77   | 20   | 攻防戦                     | Cowboys & Indians      | Milan Cheylov          | 2009年5月8日   | 299             |
| 78   | 21   | 究極の選択                 | Rate of Exchange       | ボビー・ロス           | 2009年5月15日  | 332             |
| 79   | 22   | 決着!                      | Killing Your Number    | ケヴィン・フックス     |                |                 |
| 80   | 23   | ファイナル・ブレイク: 前編 | The Old Ball and Chain | Brad Turner            | 2009年5月27日  | N/A             |
| 81   | 24   | ファイナル・ブレイク: 後編 | Free                   | ケヴィン・フックス     |                |                 |

### シーズン5 （2017年）
| 通算 | 話数 | タイトル       | 原題                   | 監督                       | 米国放送日    | 視聴者数 (万人) |
| ---- | ---- | -------------- | ---------------------- | -------------------------- | ------------- | --------------- |
| 82   | 1    | 死者からの手紙 | Ogygia                 | ネルソン・マコーミック     | 2017年4月4日  | 383             |
| 83   | 2    | 光の首長       | Kaniel Outis           | マヤ・ヴルヴィロ           | 2017年4月11日 | 318             |
| 84   | 3    | 嘘             | The Liar               | マヤ・ヴルヴィロ           | 2017年4月18日 | 244             |
| 85   | 4    | 囚人のジレンマ | The Prisoner's Dilemma | ガイ・ファーランド         | 2017年4月25日 | 275             |
| 86   | 5    | 迷走           | Contingency            | ガイ・ファーランド         | 2017年5月2日  | 235             |
| 87   | 6    | 砂漠の果て     | Phaecia                | ケヴィン・タンチャローエン | 2017年5月9日  | 237             |
| 88   | 7    | 再会           | Wine Dark Sea          | ケヴィン・タンチャローエン | 2017年5月16日 | 241             |
| 89   | 8    | DNA            | Progeny                | ネルソン・マコーミック     | 2017年5月23日 | 190             |
| 90   | 9    | 瞳の奥         | Behind the Eyes        | ネルソン・マコーミック     | 2017年5月30日 | 230             |

## 特別番組

### Behind The Walls
アメリカでは、シーズン1第7話終了後の2005年10月11日に特別編"Behind The Walls"を放映した。
内容は、プリズン・ブレイク第7話までのストーリーの要約や特別のエピソード、主な出演者による解説であった。
ウェントワース・ミラーおよびドミニク・パーセルは「彼らの役であるマイケル・スコフィールドとリンカーン・バローズの関係」や「マイケルの計画に不可欠なタトゥーに」ついて語った。ロバート・ネッパー、ピーター・ストーメアおよびウェイド・ウィリアムズはそれぞれ「ティーバッグ、アブルッチおよびベリックの悪党としての役割」。アマウリー・ノラスコ、ステイシー・キーチおよびミューズ・ワトソンは「良き仲間としての役割」。ロビン・タニーおよびサラ・ウェイン・キャリーズは「ベロニカ・ドノバンおよびサラ・タンクレディーとしての役割」。マーシャル・オールマンは「LJおよび家族の愛」を語った。各キャストは実際に存在する刑務所で撮影する重要性を強調し、将来のエピソード上の予測を語った。

### The Road to Freedom
これもアメリカでの話であるが、シーズン2第13話終了後の2007年1月8日に特別編"The Road to Freedom"を放映した。
内容は、シーズン2の第1話から第13話までのストーリーの要約や特別のエピソードである。今回も主な出演者のインタビューがあり、シーズン2で初登場のマホーン役であるウィリアム・フィクナーや、人気急上昇のヘイワイヤー役であるサイラス・ウィアー・ミッチェルも登場している。

### Access All Areas
アメリカでは、シーズン3第2話の放送前日、2007年9月23日に特別編"Access All Areas"を放映した。

## 演出

### ロケ地

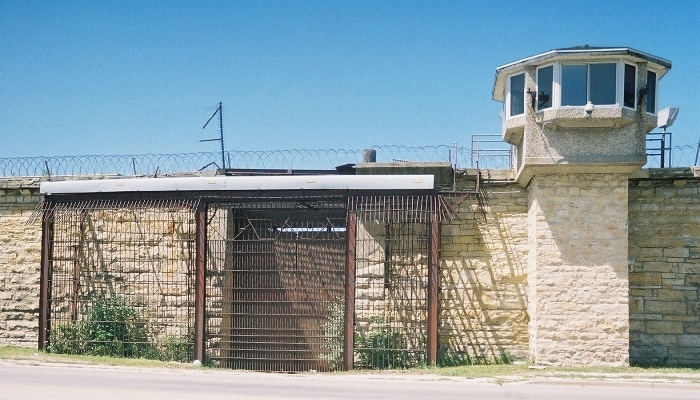
シーズン1で主なロケ地となったジョリエット刑務所

プリズン・ブレイクのシーズン1のほとんどはジョリエット刑務所の中で撮影された。外部の場面は、イリノイ州のジョリエット、ウッドストック及びシカゴ近郊地域で撮影された。他では、シカゴ・オヘア国際空港、カナダのオンタリオ州・トロント等があった。
シーズン2の撮影は2006年6月15日にテキサス州・ダラスで再開した。

### スタッフ
- 製作総指揮 - ポール・シェアリング
- 製作 - ドーン・パロウセ
- 製作 - マーティ・アデルスタイン
- 製作 - ニール・モリッツ
- 製作 - ブレット・ラトナー
- 製作 - マット・オルムステッド
- 撮影 - ダンテ・スピノッティ
- 音楽 - ラミン・ジャワディ
- 編集 - エティエンヌ・デスロウリアズ

## 挿入曲の一覧

### シーズン1
| 各話  | 邦題                                 | 曲                                                                           |
| ----- | ------------------------------------ | ---------------------------------------------------------------------------- |
| 2     | アレン                               | - "Willing To Die" by Black Toast Music - "This Is War" by Black Toast Music |
| 5     | イングリッシュ、フィッツ、パーシー   | - "Orange Sky" by Alexi Murdoch                                              |
| 6 7 8 | 悪魔の孔part1 悪魔の孔part2 ルート66 | - "Nine Thou" by Styles of Beyond                                            |
| 11    | 七人の壁                             | - "Sweet Emotion" by Aerosmith - "After Dark" by Tito and the Tarantulas     |
| 13    | 決行！                               | - "The Outsider" by A Perfect Circle                                         |
| 18    | ブラフ                               | - "Share The Land" by Guess Who                                              |
| 20    | トゥナイト                           | - "Teardrop" by Massive Attack                                               |

### シーズン2
| 各話    | 邦題               | 曲                                                                                     |
| ------- | ------------------ | -------------------------------------------------------------------------------------- |
| 3 (25)  | スキャン           | - "Hush" by Deep Purple                                                                |
| 4 (26)  | 罠の代償           | - "Take Me Home, Country Roads" by John Denver                                         |
| 5 (27)  | ダブルK農場        | - "Under the Milky Way Tonight" by The Church                                          |
| 6 (28)  | 再会               | - "Sirtaki" by Mikis Theodorakis                                                       |
| 8 (30)  | デッド・フォール   | - "Roll on big mama" by Joe Stampley                                                   |
| 10 (32) | めぐり逢い         | - "Walking on Sunshine" by Katrina and the Waves                                       |
| 11 (33) | ボリショイ・ブーズ | - "The Only Hell My Mama Ever Raised" by Johnny Paycheck                               |
| 16 (38) | シカゴへ…          | - "Give Me Just a Little More Time" by Chairmen of the Board - "Home" by Alexi Murdoch |

### シーズン3
| 各話    | 邦題                 | 曲                                            |
| ------- | -------------------- | --------------------------------------------- |
| 1 (45)  | ようこそジャングルへ | - "Pas Le Temps" by Faf Larage                |
| 4 (48)  | フェンス             | - "Venus" by Shocking Blue                    |
| 8 (52)  | 強行突破             | - "Don't Fear the Reaper" by Blue Oyster Cult |
| 10 (54) | 裏切り者に死を       | - "Put 'Em In Their Place" by Mobb Deep       |
| 13 (57) | 駆引きの行方         | - "Llorando" by Rebekah Del Río               |

## 用語
フォックスリバー刑務所
マイケルが収監されている刑務所。贈収賄などが横行し腐敗している。マイケルは、改修工事の際ここの設計に携わった。
カンパニー
マイケルと敵対している組織。その規模は巨大で、各界の重鎮や資産家等もメンバーであり、それとは別の工作員も多数抱えている。
データ
組織の録音データで、リンカーンをハメた証拠となる品。
ダブルＫ農場
ウエストモアランドが500万ドルを埋めたとされるユタ州トゥエレにある農場。
ゴシキヒワ・ドット・ネット
フォックスリバー刑務所を脱獄後に、マイケルたちが連絡を取り合ったインターネットの掲示板。
SONA刑務所
シーズン2の終盤に登場し、シーズン3の舞台となるパナマの刑務所で、かつての暴動以来看守がいない真の無法地帯。リーダー格の囚人・麻薬王ルチェロが仕切っている。実在したブラジル・サンパウロのカランジル刑務所がモデルとされている。
鳥の本
ウィスラーが持っている鳥の図鑑。何か重要なことを示す暗号が書かれているらしいが・・・。
スキュラ
ファイナル・シーズンにて争奪されるキーアイテム。当初は組織の機密情報だと思われたが・・・。
GATE社
ティーバッグがコール・ファイファーの名を騙り潜入した会社。
デイド刑務所
サラ、グレッチェン、ティーバッグ、クランツが収監されたマイアミの刑務所。

## 賞

### 受賞
- 2006 ピープルズ・チョイス・アウォーズ People's Choice Awards
  - お気に入りの新しいテレビドラマ

### ノミネート
- 2006 ゴールデングローブ賞 Golden Globe Award
  - 作品賞
  - 主演男優賞 - ウェントワース・ミラー en:Wentworth Miller
- 2006 エディー賞 Eddie Award
  - 民放テレビでベストな編集の1時間シリーズ番組 - マーク・ヘルフリッチ Mark Helfrich（第1話 Pilot）
- 2006 サターン賞 Saturn Award
  - 主演男優賞（テレビ部門） - ウェントワース・ミラー en:Wentworth Miller
  - 作品賞（テレビ部門）
- 2006 テレビ批評家協会賞 Television Critics Association Award
  - 作品賞
- 2006 エミー賞（プライムタイム・エミー賞）Primetime Emmy Award
  - メインタイトルテーマ部門 - ラミン・ジャワディ
- 2006 サテライト賞 en:Satellite Awards
  - 助演男優賞（テレビ部門） - ロバート・ネッパー en:Robert Knepper (T-bag)

## リリース

### DVD
シーズン1
- 2006年05月11日 プリズン・ブレイク シーズンI vol.1 (FOX) 第1話・第2話収録
- 2006年06月16日 プリズン・ブレイク シーズンI vol.2〜7（DVDコレクターズ・ボックス1） (FOX) 第3話〜第13話収録
- 2006年12月16日 プリズン・ブレイク シーズンI vol.8〜12（DVDコレクターズ・ボックス2） (FOX) 第14話〜第22話収録
- 2007年04月27日 プリズン・ブレイク シーズンI vol.1〜12（DVDコレクターズ・ボックス） (FOX) 第1話〜第22話収録
- 2010年05月28日 プリズン・ブレイク シーズンI（DVDコンパクト・ボックス） (FOX) 全話収録
- DVDレンタル開始日
  - 2006年05月11日 vol.1〜3（第1話〜第6話）
  - 2006年06月02日 vol.4〜5（第7話〜第10話）
  - 2006年06月16日 vol.6〜7（第11話〜第13話）
  - 2006年12月02日 vol.8〜10（第14話〜第19話）
  - 2006年12月16日 vol.11〜12（第20話〜第22話）

シーズン2
- 2007年6月02日 プリズン・ブレイク シーズンII vol.1〜7（DVDコレクターズ・ボックス1） (FOX) 第1話〜第13話収録
- 2007年9月14日 プリズン・ブレイク シーズンII vol.8〜12（DVDコレクターズ・ボックス2） (FOX) 第14話〜第22話収録
- 2008年7月02日 プリズン・ブレイク シーズンII vol.1〜12（DVDコレクターズ・ボックス） (FOX) 第1話〜第22話収録
- 2010年8月04日 プリズン・ブレイク シーズンII（DVDコンパクト・ボックス） (FOX) 全話収録
- DVDレンタル開始日
  - 2007年5月02日 vol.1〜2（第1話〜第4話）
  - 2007年5月19日 vol.3〜4（第5話〜第8話）
  - 2007年6月02日 vol.5〜7（第9話〜第13話）
  - 2007年8月04日 vol.8〜10（第14話〜第17話）
  - 2007年8月25日 vol.11〜12（第18話〜第22話）

シーズン3
- 2008年8月13日 プリズン・ブレイク シーズンIII vol.1〜7（DVDコレクターズ・ボックス） (FOX) 第1話〜第13話収録
- 2010年8月04日 プリズン・ブレイク シーズンIII（DVDコンパクト・ボックス） (FOX) 全話収録
- DVDレンタル開始日
  - 2008年7月02日 vol.1〜3（第1話〜第6話）
  - 2008年7月16日 vol.4〜5（第7話〜第10話）
  - 2008年8月13日 vol.6〜7（第11話〜第13話）

シーズン4（ファイナル・シーズン）
- 2009年06月3日 プリズン・ブレイク ファイナル・シーズン vol.1〜6（DVDコレクターズ・ボックス1） (FOX) 第1話〜第11話収録
- 2009年12月2日 プリズン・ブレイク ファイナル・シーズン vol.7〜12（DVDコレクターズ・ボックス2） (FOX) 第12話〜第22話収録
- DVDレンタル開始日
  - 2009年05月2日 vol.1〜3（第1話〜第6話）
  - 2009年06月3日 vol.4〜6（第7話〜第11話）
  - 2009年09月2日 vol.7〜8（第12話〜第15話）
  - 2009年10月2日 vol.9〜10（第16話〜第19話）
  - 2009年11月6日 vol.11〜12（第20話〜第22話）

ファイナル・ブレイク
- 2010年2月3日 プリズン・ブレイク ファイナル・ブレイク (FOX)
- DVDレンタル開始日
  - 2010年2月3日 ファイナル・ブレイク

### Blu-ray
シーズン1
2008年07月02日 プリズン・ブレイク シーズンI vol.1〜6 (Blu-ray BOX) (FOX) 第1話〜第22話収録
シーズン2
2009年12月18日 プリズン・ブレイク シーズンII vol.1〜6 (Blu-ray BOX) (FOX) 第1話〜第22話収録
シーズン3
2009年12月18日 プリズン・ブレイク シーズンIII vol.1〜4 (Blu-ray BOX) (FOX) 第1話〜第13話収録
シーズン4（ファイナル・シーズン）
2009年12月18日 プリズン・ブレイク ファイナル・シーズン vol.1〜6 (Blu-ray BOX) (FOX) 第1話〜第22話収録
ファイナル・ブレイク
2010年02月03日 ファイナル・ブレイク (FOX)

### CD
- 2007年10月13日 プリズン・ブレイク オリジナル・TV・サウンドトラック

### ノベライズ
いずれも小島由記子訳。本編と比較すると時系列や脇役の名前などが異なっていることがある。
シーズン1
- 2006年05月11日 プリズン・ブレイク シーズンI vol.1（竹書房）
- 2006年06月08日 プリズン・ブレイク シーズンI vol.2（竹書房）
- 2006年12月02日 プリズン・ブレイク シーズンI vol.3（竹書房）
- 2006年12月12日 プリズン・ブレイク シーズンI vol.4（竹書房）

シーズン2
- 2007年04月25日 プリズン・ブレイク シーズンII vol.1（竹書房）
- 2007年05月25日 プリズン・ブレイク シーズンII vol.2（竹書房）
- 2007年06月26日 プリズン・ブレイク シーズンII vol.3（竹書房）
- 2007年07月25日 プリズン・ブレイク シーズンII vol.4（竹書房）

シーズン3
- 2008年06月19日 プリズン・ブレイク シーズンIII vol.1（竹書房）
- 2008年07月10日 プリズン・ブレイク シーズンIII vol.2（竹書房）
- 2008年07月30日 プリズン・ブレイク シーズンIII vol.3（竹書房）

シーズン4（ファイナル・シーズン）
- 2009年04月23日 プリズン・ブレイク ファイナル・シーズン vol.1（竹書房）
- 2009年05月28日 プリズン・ブレイク ファイナル・シーズン vol.2（竹書房）
- 2009年08月27日 プリズン・ブレイク ファイナル・シーズン vol.3（竹書房）
- 2009年09月30日 プリズン・ブレイク ファイナル・シーズン vol.4（竹書房）

### 公式ガイドブック
- 2007年06月26日 プリズン・ブレイクFBI捜査ファイル（竹書房）
- 2009年12月02日 PRISON BREAK 舞台裏の真実 (AC Books)